# متمرکز سازی

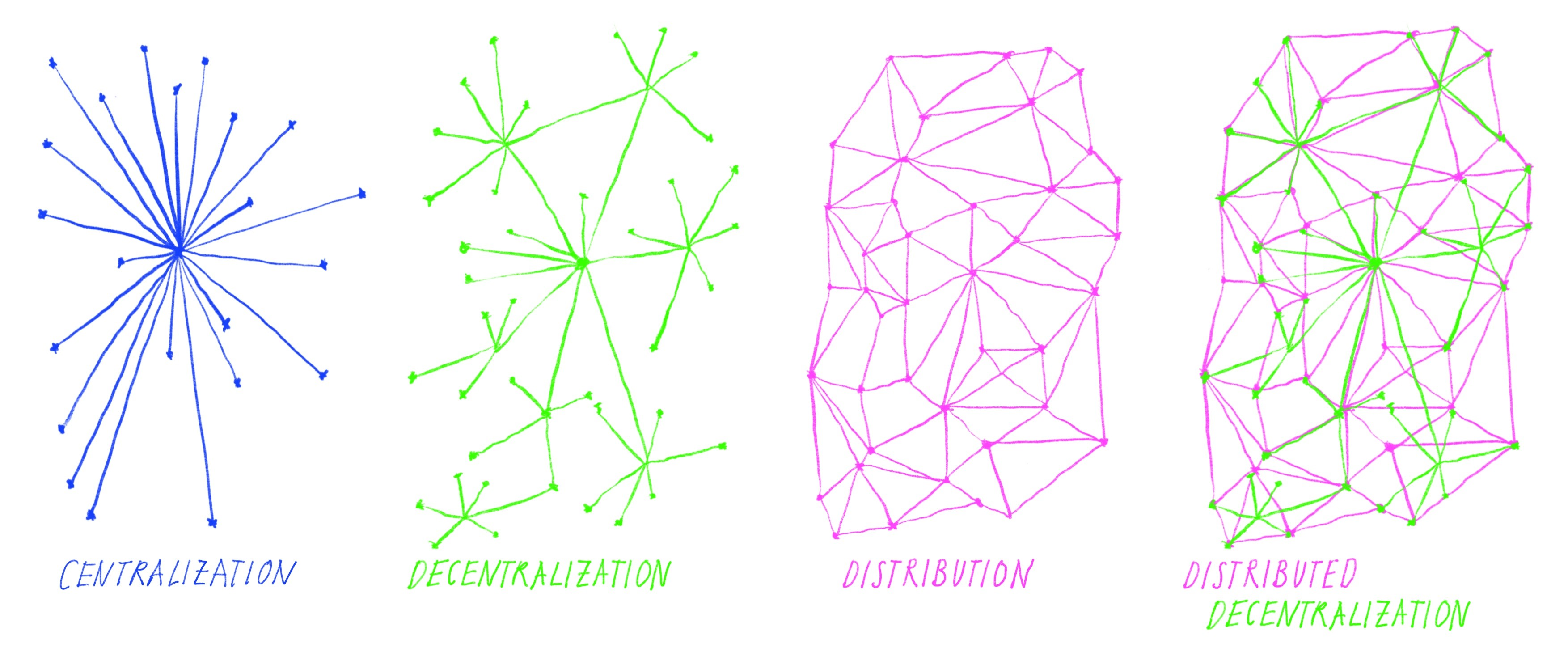
نمودارهای سیستم‌ها در درجات مختلف تمرکز. از چپ به راست: تمرکززدایی، تمرکززدایی، توزیع و عدم تمرکز توزیع شده.

متمرکز سازی یا تمرکز فرآیندی است که طی آن فعالیت‌های یک سازمان، به‌ویژه فعالیت‌های مربوط به برنامه‌ریزی و تصمیم‌گیری، چارچوب‌بندی استراتژی و سیاست‌ها در یک گروه جغرافیایی خاص متمرکز می‌شوند. این امر قدرت‌های مهم تصمیم‌گیری و برنامه‌ریزی را در مرکز سازمان جابجا می‌کند.
این اصطلاح در چندین زمینه معانی مختلفی دارد. در علوم سیاسی، تمرکز به تمرکز قدرت یک دولت - هم از نظر جغرافیایی و هم از نظر سیاسی - در قالب یک دولت متمرکز اشاره دارد.
متضاد متمرکز سازی، تمرکززدایی است.

## تمرکز در سیاست

### تاریخچه تمرکز قدرت
تمرکز اقتدار عبارت است از تمرکز سیستماتیک و مداوم قدرت در یک نقطه مرکزی یا در یک فرد در سازمان. این ایده اولین بار در سلسله Qin چین مطرح شد. دولت چین بسیار بوروکراسی بود و توسط سلسله مراتبی از مقامات اداره می‌شد که همگی در خدمت اولین امپراتور، کین شی هوانگ بودند. سلسله کین تمام چیزهایی را که هان فیزی آموزش داده بود، انجام داد، و به کین شی هوانگ اجازه داد تمام قلمروهای خود، از جمله مناطقی که از کشورهای دیگر تسخیر شده بود، داشته باشد و کنترل کند. ژنگ و مشاورانش به فئودالیسم در چین با وضع قوانین و مقررات جدید تحت یک دولت متمرکز و بوروکراتیک با تمرکز سفت و سخت بر قدرت پایان دادند.

### ویژگی‌های تمرکز قدرت در دولت چین باستان
- در دولت چین باستان، قدرت سلطنتی قدرت برتر در امپراتوری بود. امپراتور تمام منابع کشور را در انحصار خود درآورد. شخصیت و توانایی‌های او تعیین‌کننده سعادت کشور بود. این نوع سیستم خودکامه امکان تصمیم‌گیری سریعتر را فراهم می‌کند و از راه حل‌های پیچیده برای مشکلات پیش آمده اجتناب می‌کند. اما یکی از معایبش این است که درباریان، که برای جلب رضایت امپراتور رقابت می‌کنند، می‌توانند برای خود قدرت جمع کنند و این امر می‌تواند منجر به درگیری‌های داخلی شود. (جین و لیو، 1992)[۳]
- بخش اداری دارای اختیارات بسیار متمرکز بود. وظایف هر یک از مشاغل بوروکراتیک به وضوح تعریف نشده بود، که منجر به ناکارآمدی می‌شد زیرا عملاً کارگزاران دولت را مدیریت و نتیجتاً کشور را اداره می‌کردند.

### ایده تمرکز قدرت

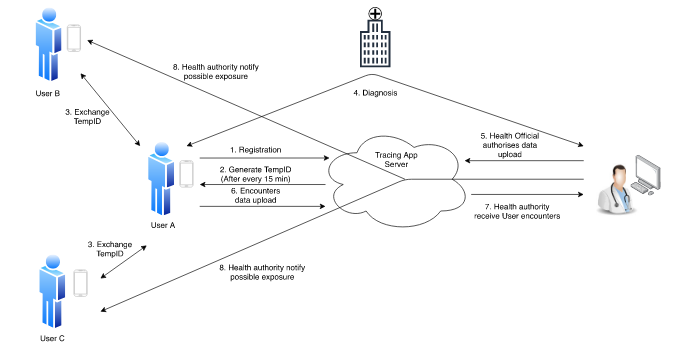
نمودار یک سیستم ردیابی سلامت متمرکز (به زبان فرانسوی) [ ارتباط مورد سؤال ]

پس از تفویض اختیار اقداماتی برای پیاده سازی آن نیاز هستند؛ بنابراین می‌توان اختیارات تصمیم‌گیری را با کمک تفویض اختیار گسترش داد.
در صورتی که تمرکز کامل روی مرحله تصمیم‌گیری برای هر سمتی باشد، می‌توان فوراً قدرت را متمرکز کرد. تمرکز می‌تواند روی یک موقعیت شغلی یا در یکی از سطوح سازمان انجام شود. در حالت ایده‌آل، قدرت تصمیم‌گیری در اختیار چند نفر معدود است.

### مزایا و معایب تمرکز قدرت
تمرکز قدرت مزایا و معایب متعددی دارد. مزایا عبارتند از:
1. مسئولیت‌ها و وظایف به خوبی در بدنه حاکمیت مرکزی تعریف شده‌است.
2. تصمیم‌گیری بسیار مستقیم و واضح است.[۴]
3. قدرت مرکزی «منافع فراگیر» بزرگی را در رفاه دولتی که بر آن حاکم است حفظ می‌کند، زیرا از هر گونه افزایش در ثروت و/یا قدرت دولت سود می‌برد.[۵] در این معنا، مشوق‌های دولت و حاکم همسو هستند.

از سوی دیگر معایب به شرح زیر است:
1. تصمیمات ممکن است در حالی که منتقل می‌شوند اشتباه گرفته شوند و بخش‌های سازمانی دون رتبه قدرت تصمیم‌گیری ندارند، بنابراین نیاز به یک بخش عالی کارآمد و سازمان یافته دارد.
2. توجه و حمایت از هر بخش یا شهر ممکن است متعادل نباشد.
3. تأخیر در اطلاعات کاری ممکن است منجر به ناکارآمدی دولت شود.
4. در زمینه اقتصاد و منابع اطلاعاتی بین بخش مرکزی و سایر بخشها تفاوت فاحشی بوجود می‌آید.
5. بازیگران در سطوح محلی و استانی را از سیستم حاکمیت غالب حذف می‌کند، ظرفیت دولت مرکزی را برای پاسخگویی به مقامات (با خطرات فساد)، حل و فصل اختلافات یا طراحی سیاست‌های مؤثر که نیازمند دانش و تخصص محلی است، کاهش می‌دهد.[۶][۷]

## تمرکز در اقتصاد

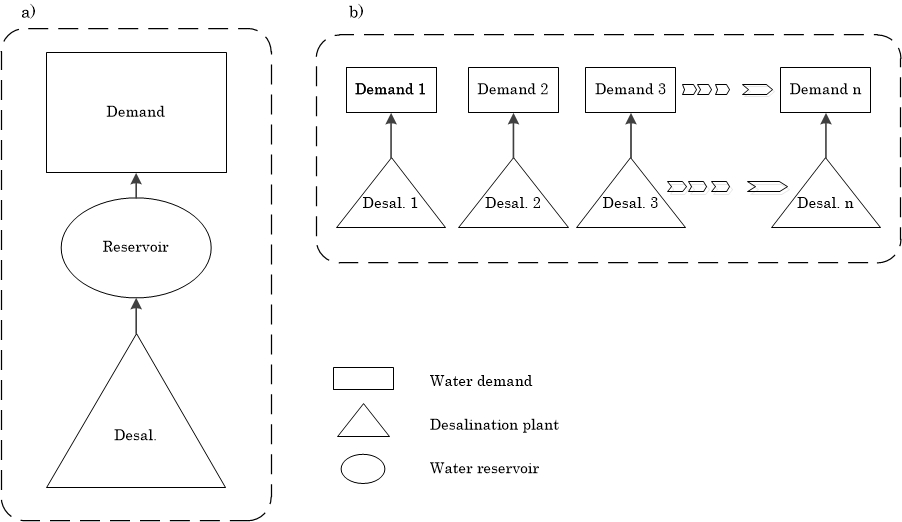
نمودار مقایسه طرح‌های متمرکز و غیرمتمرکز بخش‌های آب

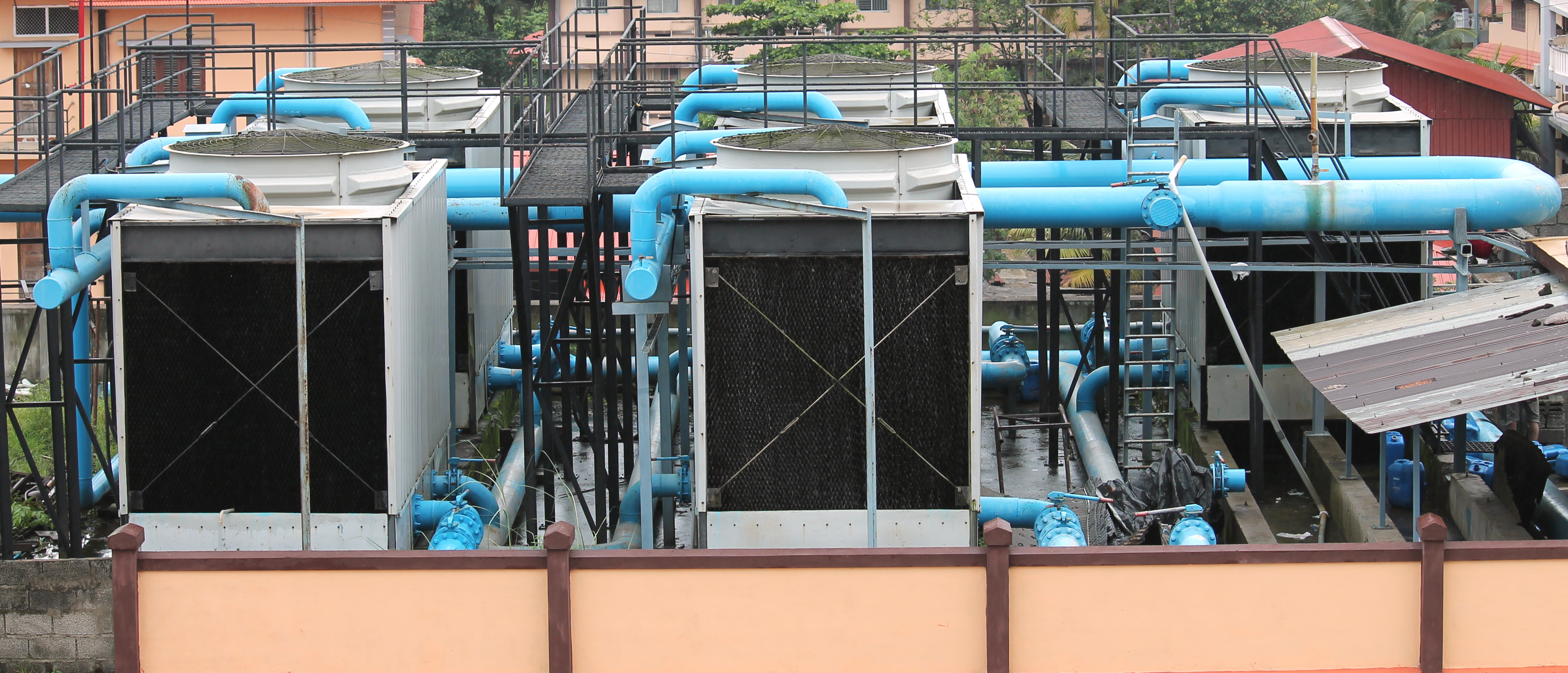
یک واحد تهویه مطبوع متمرکز [ ارتباط مورد سؤال ]

### رابطه بین تمرکز (یعنی تمرکز تولید) و سرمایه‌داری
همان‌طور که ولادیمیر لنین نوشته، او در مورد توسعه تولید تحقیق کرد و تصمیم گرفت مفهوم تولید را به عنوان یک چارچوب متمرکز توسعه دهد، از کارگاه‌های کوچک فردی و پراکنده به کارخانه‌های بزرگ، که سرمایه‌داری را به جهان هدایت می‌کند. این طرح با این ایده هدایت می‌شود که هنگامی که تمرکز تولید به یک سطح خاص توسعه یابد، مانند سازمان‌های حزبی کارتل، سندیکا و تراست به یک انحصار تبدیل می‌شود.
- کارتل - در علم اقتصاد، کارتل توافقی است بین شرکت‌های رقیب برای کنترل قیمت‌ها یا منع ورود یک رقیب جدید در بازار. این یک سازمان رسمی متشکل از فروشندگان یا خریداران است که با استفاده از انواع تاکتیک‌ها توافق می‌کنند قیمت‌های فروش را ثابت کنند، قیمت‌ها را خریداری کنند یا تولید را کاهش دهند.[۹]
- سندیکا - سندیکا یک گروه خودسازماندهی است که از افراد، شرکت‌ها، شرکت‌ها یا نهادهایی تشکیل شده‌است که برای انجام معاملات تجاری خاص، برای تعقیب یا ترویج منافع مشترک تشکیل شده‌است.
- تراست - «تراست… صرفاً موردی است که شخصی عنوان مالک دارایی، اعم از زمین یا ملک، را به نفع شخص دیگری داشته باشد که ذینفع نامیده می‌شود. هیچ چیز نمی‌تواند از این رایج تر یا مفیدتر باشد. اما این کلمه اکنون به صورت لاقید در مورد طبقه خاصی از قراردادهای تجاری به کار می‌رود و به دلیل ترس عمومی و بی‌دلیل از تأثیر این گونه قراردادها، این اصطلاح نیز آلوده شده‌است.»[۱۰]

## تمرکز در مطالعات بازرگانی

انیمیشنی که پردازش متمرکز اطلاعات را نشان می‌دهد [ ارتباط مورد سؤال ]

اکثر کسب و کارها با مسائل مربوط به ویژگی‌های تمرکز یا عدم تمرکز تصمیم‌گیری سر و کار دارند. سؤال کلیدی این است که آیا مرجع باید همه چیزهایی را که در مرکز یک تجارت قرار دارد (متمرکز) مدیریت کند یا اینکه آنها باید به دور از مرکز واگذار شوند (غیرمتمرکز).
انتخاب بین متمرکز یا غیرمتمرکز متفاوت است. بسیاری از کسب‌وکارهای بزرگ زمانی که شروع به فعالیت از چندین مکان یا هر واحد جدید و بازار اضافه می‌کنند، لزوماً شامل مقداری تمرکززدایی و تا حدودی تمرکز می‌شوند.
طبق یک مطالعه در سال ۲۰۲۱، «شرکت‌هایی که قبل از رکود بزرگ، قدرت بیشتری را از ستاد مرکزی به مدیران کارخانه‌های محلی واگذار کردند، در بخش‌هایی که بیشترین آسیب را از بحران بعدی متحمل شدند، بهتر از همتایان متمرکز خود عمل کردند.»

### ویژگی‌های تمرکز در مدیریت
1. مدیران سطح بالا تمرکز و قدرت تصمیم‌گیری را حفظ می‌کنند.
2. اجرای تصمیم توسط مدیریت سطح بالا با کمک سایر سطوح مدیریت.
3. مدیریت سطوح پایین وظایف خود را تحت کنترل مستقیم مدیران ارشد انجام می‌دهد. [۱۳]